# Dolmen de la Cabana Arqueta
Der Dolmen de la Cabana Arqueta gehört mit zehn anderen Megalithanlagen zu den Dolmen von Espolla. Er liegt südwestlich von Espolla, in der Comarca Alt Empordà in der Provinz Girona in Katalonien in Spanien. Er liegt auf einem 150 Meter hohen Hügel und ist ein zwischen 2700 und 2500 v. Chr. erbautes Galeriegrab mit Zugang im Südosten. Die Kammer ist 2,5 m lang und 2,0 m hoch.
Im Jahr 1110 diente er als Grenzmarke. 1866 besuchte ihn ein anonymer französischer Gelehrter, der viele Dolmen in der Empordà erforschte. 1879 machte der Lehrer von Espolla Antoni Balmanya i Ros den Dolmen bekannt, indem er eine Notiz in der Zeitschrift der katalanischen Vereinigung für wissenschaftliche Exkursionen veröffentlichte. Im Laufe des 20. Jahrhunderts wurde er mehrmals untersucht und ausgegraben, wobei wichtige Erkenntnisse, unter anderem aus der Gruppe Empordanès de Salvaguarda, gemacht wurden. Ende des 20. Jahrhunderts wurde er restauriert.